# Fissidens obtuso-apiculatus
Fissidens obtuso-apiculatus är en bladmossart som beskrevs av Hugh Neville Dixon 1932. Fissidens obtuso-apiculatus ingår i släktet fickmossor, och familjen Fissidentaceae. Inga underarter finns listade i Catalogue of Life.